# Hilde Lindemann
Hilde Lindemann Nelson es una filósofa feminista de la Universidad Estatal de Míchigan, Estados Unidos. Lindemann es profesora de ética práctica y está especializada en bioética, feminismo filosófico y filosofía moral.  Su trabajo se centra en feminismo y bioética, la ética de las familias y la construcción social de las identidades.

## Trayectoria
Estudió lengua y literatura germana (1969) y teatro (1972) en la Universidad de Georgia realizando su tesis:  “The Mask and the Music: Nietzsche’s Birth of Tragedy”. Después estudió filosofía en la Universidad de Fordham (1997) y realizó el doctorado (2000).
De 1995 a 2000 fue directora del Centro para la Aplicación y Ética Profesional de la Universidad de Tennessee. De 2000 a 2007 fue profesora asociada del Departamento de Filosofía de la Universidad de Míchigan y desde 2007 profesora titular.
De 2003 a 2008 fue editora de Hypatia: A Journal of Feminist Philosophy
De 1998 a 2008 fue coeditora de Rowman and Littlefield's Feminist Constructions series con Sara Ruddick y Margaret Urban Walker

## Publicaciones
- Holding and Letting Go: The Social Practice of Personal Identities (2014) Oxford University Press.
- An Invitation to Feminist Ethics (McGraw-Hill 2005)
- Damaged Identities, Narrative Repair (2001) Cornell University Press ISBN 0801487404
- Alzheimer’s: Answers to Hard Questions for Families. New York: Doubleday, (1996) con James Lindemann Nelson
- The Patient in the Family: The Ethics of Medicine and Families. New York: Routledge, 1995 (con James Lindemann Nelson).